# 沐浴剤
沐浴剤(もくよくざい)とは、新生児の沐浴の際にベビーバスに湯と共に入れて、児の身体を清潔にするためのものである。石鹸やボディソープと同様に肌の汚れを取るためのものだが、石鹸ほどの洗浄力はない。
石鹸のように肌に残った際にかぶれる心配がないとされ、洗い流す必要がないというのが特徴である。
沐浴剤は、肌の汚れを洗浄することが目的であって、保温、保湿、リラックス等の入浴剤のような効果はない。

## 使用期間
沐浴剤を使うのは児がベビーバスを使う期間のみで、一般の浴槽に入れるようになったら不要となる。一般的には生後1ヶ月頃までとされる。